# Pseudowintera traversii
Pseudowintera traversii är en tvåhjärtbladig växtart som först beskrevs av J.Buch., och fick sitt nu gällande namn av James Edgar Dandy. Pseudowintera traversii ingår i släktet Pseudowintera och familjen Winteraceae. Inga underarter finns listade.